# Ludwig von Hanau (Domherr)
Ludwig von Hanau (erwähnt ab 1341; † 15. März 1387), in der Regel „Lutz“ genannt, war Domherr in den Diözesen Speyer und Würzburg.

## Familie
Ludwig von Hanau war der vierte Sohn Ulrichs II. von Hanau (* ca. 1280/1288; † 1346) und der Agnes von Hohenlohe (* vor 1295; † 29. November 1346), Tochter des Kraft I. von Hohenlohe. Seine früheste urkundliche Erwähnung liegt für 1341 vor, 1343 siegelt er mit eigenem Siegel, ist also inzwischen volljährig. Aufgrund des Zeitpunkts der Hochzeit seiner Eltern, 1310, und dieses Nachweises seiner Volljährigkeit, ist ein Geburtsjahr kurz nach 1320 anzunehmen.
Aufgrund der in der Familie geübten Primogenitur folgte ausschließlich sein ältester Bruder, Ulrich III. (* 1310; † 1369/70), dem Vater in der Regierung. Die übrigen Söhne mussten standesgemäß daher anders versorgt werden, wofür sich eine geistliche Karrieren anbot.
1377 beurkundet er, zusammen mit seinem Bruder Kraft von Hanau – beide sind Domherren in Würzburg – den Übergang der zuvor durch die Familie von Trimberg gehaltenen Würzburger Lehen an ihren Neffen und regierenden Herren von Hanau, Ulrich III., der diese geerbt hat. Es handelt sich um die Ämter Schlüchtern und Neuenhaßlau. 1384 wird er als Testamentsvollstrecker für seinen Bruder Kraft von Hanau genannt.

## Karriere
Die kirchliche Karriere des Ludwig von Hanau war begrenzter als die seiner beiden älteren Brüder Reinhard von Hanau und Kraft von Hanau. Bekannt sind folgende von ihm eingenommene Positionen:
- 1354 Domherr in Speyer
- 1377 Domherr in Würzburg
- 1386 Erzdiakon in Würzburg

## Trivia
Ein in der heimatgeschichtlichen Literatur aufgekommenes Gerücht, Ludwig sei auch in Wirtheim bepfründet gewesen, ist unzutreffend.

## Vorfahren
| Ahnentafel von Ludwig von Hanau | Ahnentafel von Ludwig von Hanau                                                                       | Ahnentafel von Ludwig von Hanau                                                                       | Ahnentafel von Ludwig von Hanau                                                                                      | Ahnentafel von Ludwig von Hanau                                                                              | Ahnentafel von Ludwig von Hanau | Ahnentafel von Ludwig von Hanau |
| ------------------------------- | --- | --- | --- | --- | ------------------------------- | ------------------------------- |
| Urgroßeltern                    | Reinhard I. von Hanau (* vor 1243; † 1281) ⚭ Adelheid von Hagen-Münzenberg († 1291)                   | Ludwig von Rieneck-Rothenfels († 1289) ⚭ Udehilt von Grumbach und Rotenfels († 1300)                  | Gottfried von Hohenlohe, Graf der Romagna (nachgewiesen: 1219–1266) ⚭ Richza von Krautheim (nachgewiesen: 1224–1263) | Graf Friedrich von Truhendingen-Dillingen († 1274) 2. ⚭ vmtl. Margaretha von Andechs-Meranien († 1271)       |                                 |                                 |
| Großeltern                      | Ulrich I. von Hanau (* 1250/60; † 1305/06) ⚭ Elisabeth von Rieneck-Rotenfels (* ca. 1260; † ca. 1300) | Ulrich I. von Hanau (* 1250/60; † 1305/06) ⚭ Elisabeth von Rieneck-Rotenfels (* ca. 1260; † ca. 1300) | Kraft I. von Hohenlohe-Weikersheim (nachgewiesen 1260–1312) 2. ⚭ vmtl. Margarethe von Truhendingen-Dillingen         | Kraft I. von Hohenlohe-Weikersheim (nachgewiesen 1260–1312) 2. ⚭ vmtl. Margarethe von Truhendingen-Dillingen |                                 |                                 |
| Eltern                          | Ulrich II. von Hanau (* 1280; † 1346) ⚭ Agnes von Hohenlohe-Weikersheim (* vor 1295; † 1342/44)       | Ulrich II. von Hanau (* 1280; † 1346) ⚭ Agnes von Hohenlohe-Weikersheim (* vor 1295; † 1342/44)       | Ulrich II. von Hanau (* 1280; † 1346) ⚭ Agnes von Hohenlohe-Weikersheim (* vor 1295; † 1342/44)                      | Ulrich II. von Hanau (* 1280; † 1346) ⚭ Agnes von Hohenlohe-Weikersheim (* vor 1295; † 1342/44)              |                                 |                                 |
| Ludwig von Hanau                | | | | |                                 |                                 |

## Verweise
1. ↑  Fouquet, S. 555
2. ↑  Clemm, S. 252.
3. ↑  Amrhein, S. 226.
4. ↑  Dudek.

| Personendaten    | Personendaten     |
| ---------------- | ----------------- |
| NAME             | Hanau, Ludwig von |
| KURZBESCHREIBUNG | Kleriker          |
| GEBURTSDATUM     | nach 1310         |
| STERBEDATUM      | 15. März 1387     |